# Saundersia mirabilis
Saundersia mirabilis är en orkidéart som beskrevs av Heinrich Gustav Reichenbach. Saundersia mirabilis ingår i släktet Saundersia och familjen orkidéer. Inga underarter finns listade i Catalogue of Life.

## Bildgalleri

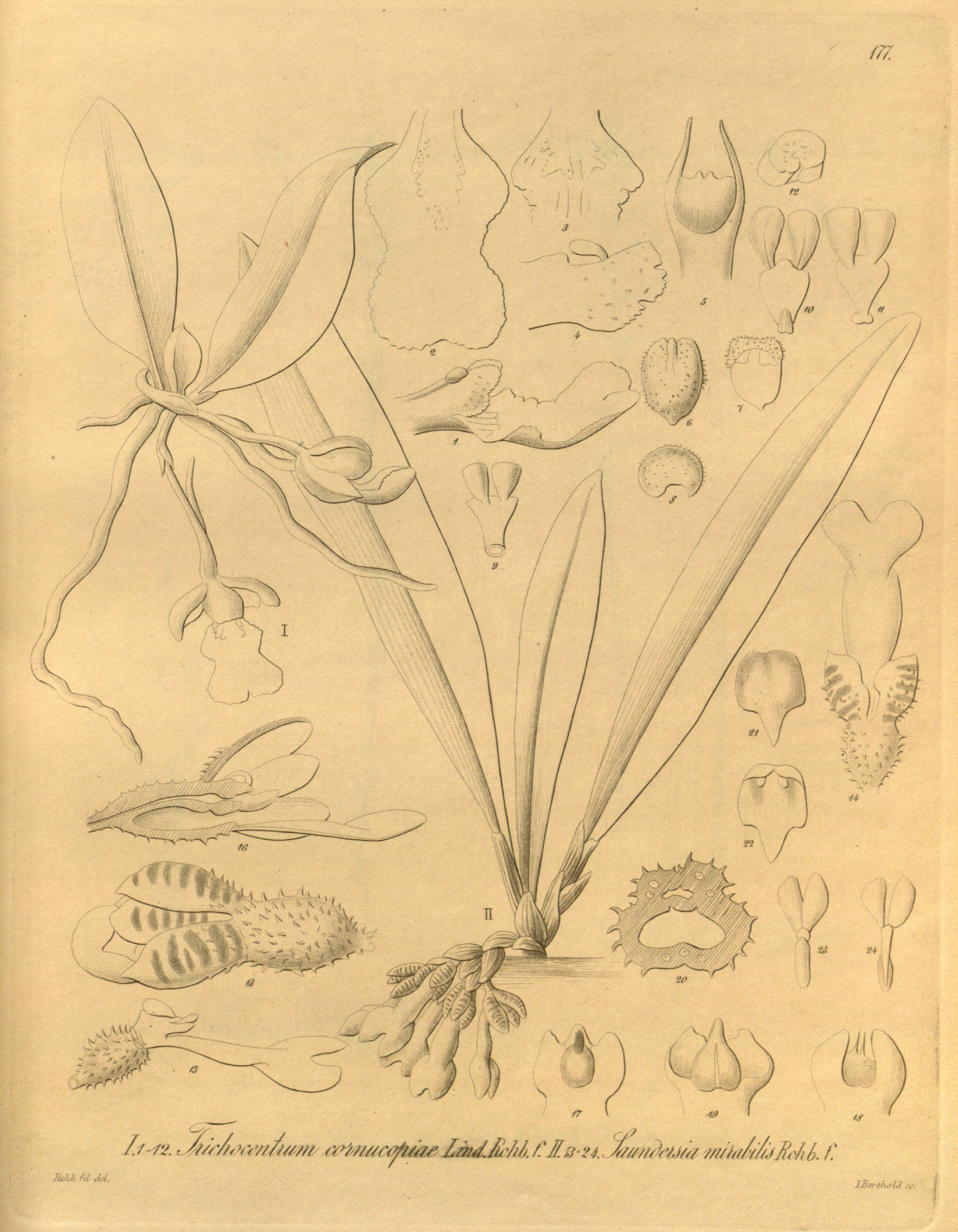
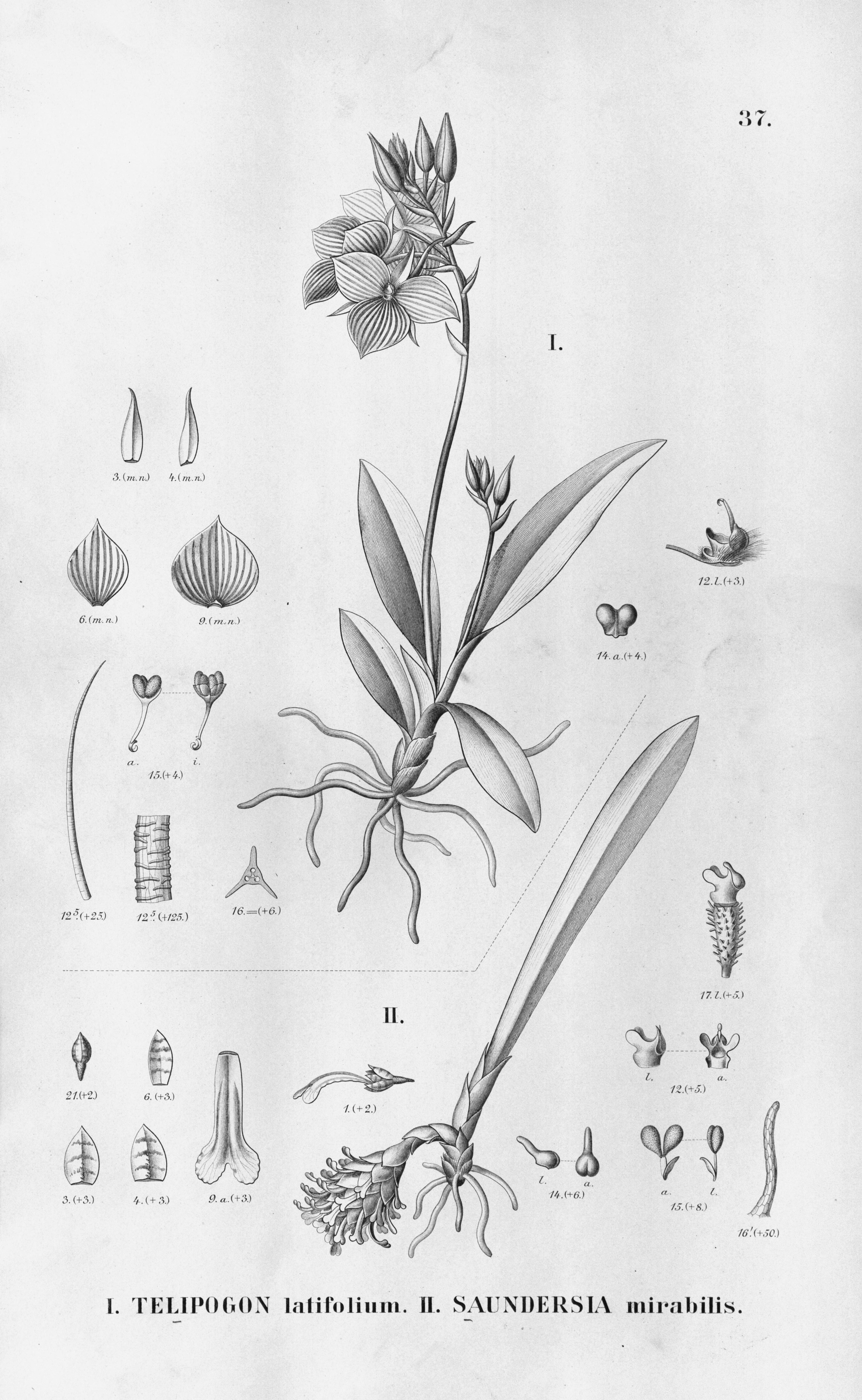